# Alexandra Putra
Alexandra Putra (Olsztyn (Ermland-Mazurië), 20 september 1986) is een, in Polen geboren, Franse zwemster. Ze vertegenwoordigde haar vaderland op de Olympische Zomerspelen 2004 in Athene.

## Carrière
Bij haar internationale debuut, op de Europese kampioenschappen zwemmen 2004 in Madrid, eindigde Putra als zevende op de 200 meter rugslag en als achtste op de 100 meter rugslag, op de 50 meter rugslag strandde ze in de halve finales. Tijdens de Olympische Zomerspelen van 2004 in Athene werd de Française uitgeschakeld in de series van zowel de 100 als de 200 meter rugslag. Samen met Laurie Thomassin, Aurore Mongel en Malia Metella strandde ze in de series van de 4x100 meter wisselslag. In de Oostenrijkse hoofdstad Wenen nam Putra deel aan de Europese kampioenschappen kortebaanzwemmen 2004, op dit toernooi eindigde ze als vijfde op de 200 meter rugslag. Op de 100 meter rugslag werd ze uitgeschakeld in de halve finales en op de 50 meter rugslag in de series, op de 4x50 meter wisselslag eindigde ze samen met Anne-Sophie Le Paranthoën, Aurore Mongel en Malia Metella op de vijfde plaats.
Op de wereldkampioenschappen zwemmen 2005 in Montreal strandde de Française in de series van de 50, 100 en 200 meter rugslag. Tijdens de Europese kampioenschappen zwemmen 2006 in Boedapest eindigde Putra als achtste op de 200 meter rugslag en werd ze uitgeschakeld in de series van de 50 meter rugslag. In Debrecen nam de Française deel aan de Europese kampioenschappen kortebaanzwemmen 2007, op dit toernooi strandde ze in de halve finales van de 100 meter rugslag en in de series van de 50 en de 200 meter rugslag.
Tijdens de Franse kampioenschappen zwemmen 2008 in Duinkerke wist Putra zich niet te kwalificeren voor de Olympische Spelen. Op de Europese kampioenschappen kortebaanzwemmen 2008 in Rijeka veroverde de Française de Europese titel op de 200 meter rugslag en eindigde ze als zevende op de 100 meter rugslag, op de 50 meter rugslag strandde ze in de series.
In Boedapest nam Putra deel aan de Europese kampioenschappen zwemmen 2010, op dit toernooi eindigde ze als achtste op de 200 meter rugslag. Samen met Sophie De Ronchi, Aurore Mongel en Camille Muffat eindigde ze als zesde op de 4x100 meter wisselslag. Tijdens de Europese kampioenschappen kortebaanzwemmen 2010 in Eindhoven eindigde de Française als vierde op de 200 meter rugslag, daarnaast werd ze uitgeschakeld in de halve finales van de 100 meter rugslag en in de series van de 50 meter rugslag.

## Internationale toernooien
| Jaar | Olympische Spelen                                       | WK langebaan                                      | WK kortebaan  | EK langebaan                                                                                         | EK kortebaan                                                                                          |
| ---- | ------------------------------------------------------- | ------------------------------------------------- | ------------- | --- | --- |
| 2004 | 29e 100m rugslag 27e 200m rugslag 14e 4x100m wisselslag |                                                   | geen deelname | 16e 50m rugslag · 8e 100m rugslag · 7e 200m rugslag · 4x100m wisselslag · Putra zwom enkel de series | 19e 50m rugslag 12e 100m rugslag 5e 200m rugslag 5e 4x50 m wisselslag                                 |
| 2005 |                                                         | 29e 50m rugslag 28e 100m rugslag 25e 200m rugslag |               | | geen deelname                                                                                         |
| 2006 |                                                         |                                                   | geen deelname | 17e 50m rugslag 8e 200m rugslag                                                                      | geen deelname                                                                                         |
| 2007 |                                                         | geen deelname                                     |               | | 20e 50m rugslag · 11e 100m rugslag · 9e 200m rugslag · 4x50 m wisselslag · Putra zwom enkel de series |
| 2008 | geen deelname                                           |                                                   | geen deelname | geen deelname                                                                                        | 17e 50m rugslag · 7e 100m rugslag · 200m rugslag                                                      |
| 2009 |                                                         | geen deelname                                     |               | | geen deelname                                                                                         |
| 2010 |                                                         |                                                   | geen deelname | 8e 200m rugslag 6e 4x100m wisselslag                                                                 | 19e 50m rugslag 14e 100m rugslag 4e 200m rugslag                                                      |

## Persoonlijke records
Bijgewerkt tot en met 27 maart 2011

### Kortebaan
| Afstand      | Tijd    | Datum            | Plaats |
| ------------ | ------- | ---------------- | ------ |
| 50m rugslag  | 28,17   | 13 december 2008 | Rijeka |
| 100m rugslag | 57,93   | 12 december 2008 | Rijeka |
| 200m rugslag | 2.02,36 | 14 december 2008 | Rijeka |

### Langebaan
| Afstand      | Tijd    | Datum         | Plaats      |
| ------------ | ------- | ------------- | ----------- |
| 50m rugslag  | 29,22   | 27 maart 2011 | Straatsburg |
| 100m rugslag | 1.00,73 | 21 april 2008 | Duinkerke   |
| 200m rugslag | 2.09,35 | 25 april 2008 | Duinkerke   |